# جون سوليفان (لاعب كرة قاعدة)
جون سوليفان (بالإنجليزية: John Sullivan)‏ هو لاعب كرة قاعدة أمريكي، ولد في 2 نوفمبر 1920 في شيكاغو في الولايات المتحدة، وتوفي في 20 سبتمبر 2007 في هوموود في الولايات المتحدة.

## وصلات خارجية
- جون سوليفان على موقعبيزبول رفرنس.كوم (الدوري الرئيسي) (الإنجليزية)
- جون سوليفان على موقعبيزبول رفرنس.كوم (الدوري الثانوي) (الإنجليزية)